# Ordinary Man
Ordinary Man — дванадцятий студійний альбом британського співака Оззі Осборна, що вийшов 21 лютого 2020 року, до якого увійшло 11 пісень. Попередній альбом вийшов у 2010 року, перерва у 10 років між альбомами стала найдовшою для творчості Осборна. До релізу альбому, протягом листопада 2019 року — січня 2020 року, було випущено три сингли: «Under the Graveyard», «Straight to Hell» та «Ordinary Man». Серед пісень є спільна робота з британським виконавцем Елтоном Джоном, і дві пісні з американським репером Post Malone.
Сам рокер зізнавався, що музика стала його єдиною відрадою під час боротьби з важкою недугою. 
8 листопада 2019 року стало відомо, що Осборн працює над альбомом разом з бас-гітаристом Guns N' Roses Даффом Маккаганом і барабанщиком Red Hot Chili Peppers Чедом Смітом.

## Список пісень
| #     | Назва                                   | Тривалість |
| ----- | --------------------------------------- | ---------- |
| 1.    | «Straight to Hell»                      | 3:45       |
| 2.    | «All My Life»                           | 4:18       |
| 3.    | «Goodbye»                               | 5:34       |
| 4.    | «Ordinary Man» (разом з Елтоном Джоном) | 5:01       |
| 5.    | «Under the Graveyard»                   | 4:57       |
| 6.    | «Eat Me»                                | 4:19       |
| 7.    | «Today Is The End»                      | 4:06       |
| 8.    | «Scary Little Green Men»                | 4:20       |
| 9.    | «Holy For Tonight»                      | 4:52       |
| 10.   | «It's A Raid» (разом Post Malone)       | 4:20       |
| 11.   | «Take What You Want»                    | 3:49       |
| 49:21 |                                         |            |

## Учасники запису
- Оззі Осборн — вокал
- Ендрю Уотт — гітари
- Дафф Маккаган — бас-гітара
- Чед Сміт — ударні
- Слеш — соло-гітара (пісні 1, 4)
- Том Морелло — гітара (8 пісня)
- Чарлі Пут — клавішні (1 пісня)[3]
- Елтон Джон — фортепіано і вокал (4 пісня)
- Post Malone — вокал (пісні 10, 11)